# Dream Master (음반)
《드림 마스터》(Dream Master)는 빌리 휴스(Billie Hughes, 혹은 Bill Hughes)의 앨범이다. 휴스는 1978년 소니 캐나다와 계약을 맺고 그의 첫 솔로 앨범인 <Dream Master>를 발매했다. 이 앨범은 헨리 루이(Henry Lewy)에 의해 프로듀싱되었고 제프 포카로(jeff porcaro), 러스 컨켈(Russ Kunkel), 빅터 펠드맨(Victor Feldman), 윌턴 펠더(Wilton Felder), 마이크 멜보인(Mike Melvoin) 등 로스엔젤리스의 유명 세션 멤버들이 참여하였다. 모든 노래는 휴스에 의해 작곡되었고 이 앨범은 1979년 에픽 레코드에 의해 발매되었다. 또한 휴스가 1982년 네 달 동안 오사카에 공연차 가 있을 동안 일본에서 발매되었다. <Dream Master>은 90년대와 2001년에 휴스의 두 번째 솔로 앨범 <Welcome to the Edge>가 성공을 거두었을 때 일본에서 재발매되었다.
이 앨범에 수록된 "Quiet Moment"는 일본 소니 뮤직 엔터테인먼트에서 2003년 발매한 '70년대를 빛낸 미국의 명곡 컬렉션' "Shine"에 에릭 엔더슨(Eric Anderson), 토니 코지넥(Tony Kosinec), 댄 포겔버그(Dan Fogelberg), 데이브 메이슨(Dave Mason), 네드 도헤니(Ned Doheny), 풀스 골드(Fool's Gold), 세실리오&카포노(Cecilio & Caopono), 사이먼 & 가펑클(Simon & Garfunkel), 리빙스턴 테일러(Livingston Taylor), 밥 딜런(Bob Dylan), 데인 도나휴(Dane Donohue), 윌리 넬슨(Willie Nelson), 에릭 게일(Eric Gale), 제임스 테일러(James Taylor)의 트랙들과 함께 수록되었다.

## 수록곡
| #   | 제목                        | 재생 시간 |
| --- | --------------------------- | --------- |
| 1.  | 〈Stealin' My Heart Away〉  | 3:54      |
| 2.  | 〈Dreams Come True〉        | 2:53      |
| 3.  | 〈Waiting For You To Fly〉  | 3:13      |
| 4.  | 〈Only Love〉               | 4:14      |
| 5.  | 〈Lower Lights〉            | 3:30      |
| 6.  | 〈Gypsy Lady〉              | 4:25      |
| 7.  | 〈Quiet Moment〉            | 5:51      |
| 8.  | 〈Catch Me Smilin'〉        | 4:32      |
| 9.  | 〈Only Your Heart Can Say〉 | 3:13      |
| 10. | 〈Dream Master〉            | 3:44      |